# Oecetis metlacensis
Oecetis metlacensis is een schietmot uit de familie Leptoceridae. De soort komt voor in het Neotropisch en het Nearctisch gebied.